# Задача про мишей

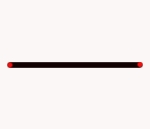

У математиці задачею про мишей є задача, в якій декілька мишей (або комах, собак, ракет і т. д.), перебувають в кутах правильного многокутника. Кожна миша починає рухатися у напрямку до найближчого сусіда (за годинниковою стрілкою або проти годинникової стрілки). Рішенням цієї задачі є момент зустрічі мишей.
Найбільш поширений варіант задачі — коли миші починають рухатись з кутів одиничного квадрата, рухаючись з однаковою швидкістю. У цьому випадку вони зустрічаються через однаковий час, оскільки відстань між двома сусідніми мишами завжди зменшується, a швидкість стала. В цілому, для правильного багатокутника з  n  сторонами, відстань між сусідніми мишами зменшується зі швидкістю 1 − cos(2π/n), так що вони зустрінуться за час 1/(1 − cos(2π/n)).

## Шлях мишей
Для всіх правильних багатокутників, миші рухаються по логарифмічній спіралі, яка збігається в центрі багатокутника (як показано справа). При додаванні мишей та якщо миші рухаються в напрямку не до безпосередніх сусідів, простежити їх шляхи більш складно.
